# Hornburg, Mansfeld-Südharz
Hornburg là một đô thị thuộc huyện Mansfeld-Südharz, Sachsen-Anhalt, Đức. Đô thị Hornburg, Mansfeld-Südharz có diện tích 11,35 kilômét vuông, dân số thời điểm ngày 31 tháng 12 năm 2006 là 384 người.